# FC VVV in het seizoen 1977/78
Dit artikel geeft een overzicht van FC VVV in het seizoen 1977/1978.

## Transfers

### Aangetrokken spelers
| Naam                  | Nationaliteit | Vorige club   |
| --------------------- | ------------- | ------------- |
| Zomer                 |               |               |
| Cees van den Boogaart | Nederland     | PSV           |
| Mat Bours             | Nederland     | Haslou        |
| Peter Franken         | Nederland     | SVN           |
| Ton Gubbels           | Nederland     | SC Irene      |
| Lorenz Hilkes         | Duitsland     | SpVgg Fürth   |
| Paul Huis in 't Veld  | Nederland     | Almania       |
| Jo Levels             | Nederland     | EVV           |
| André Oostrom         | Nederland     | FC Utrecht    |
| Najaar                |               |               |
| Antoon Honings        | Nederland     | Helmond Sport |

### Vertrokken spelers
| Naam                 | Nationaliteit | Nieuwe club          |
| -------------------- | ------------- | -------------------- |
| Zomer                |               |                      |
| Hennie Ardesch       | Nederland     | Sportlust Glanerbrug |
| Leo Cordang          | Nederland     | SV Blerick           |
| Marinus van Dinter   | Nederland     | PSV (amateurs)       |
| Joop de Klerk        | Nederland     | SV Venray            |
| Gerrit Kramer        | Nederland     | Gestopt              |
| Rob van Soest        | Nederland     | SVN                  |
| Marty van de Tillaar | Nederland     | VV Overpelt-Fabriek  |
| Jan Verbong          | Nederland     | Helmond Sport        |
| Huub Vercoulen       | Nederland     | Helmond Sport        |
| Henk Verheezen       | Nederland     | RKVV Voerendaal      |

## Oefenwedstrijden
| №  | Datum            | Thuis                | Uit          | Uitslag |
| -- | ---------------- | -------------------- | ------------ | ------- |
| 1  | 17 juli 1977     | FC VVV               | MSV Duisburg | 0 – 2   |
| 2  | 20 juli 1977     | VV Hapert            | FC VVV       | 1 – 1   |
| 3  | 22 juli 1977     | Wit-Groen VC         | FC VVV       | 1 – 4   |
| 4  | 24 juli 1977     | FC VVV               | RWDM         | 2 – 2   |
| 5  | 27 juli 1977     | VV Winterswijk       | FC VVV       | 0 – 2   |
| 6  | 28 juli 1977     | 1. FC Bocholt        | FC VVV       | 0 – 2   |
| 7  | 29 juli 1977     | Titan                | FC VVV       | 0 – 7   |
| 8  | 30 juli 1977     | FC VVV               | MVV          | 2 – 0   |
| 9  | 2 augustus 1977  | FC VVV               | 1. FC Köln   | 2 – 0   |
| 10 | 6 augustus 1977  | SV Panningen         | FC VVV       | 1 – 7   |
| 11 | 7 augustus 1977  | FC Den Bosch         | FC VVV       | 1 – 1   |
| 12 | 10 augustus 1977 | DIS                  | FC VVV       | 1 – 12  |
| 13 | 6 oktober 1977   | Streekelftal Breyell | FC VVV       | 2 – 5   |
| 14 | 23 oktober 1977  | FC VVV               | FC VVV C     | 1 – 2   |
| 15 | 25 oktober 1977  | SC Susteren          | FC VVV       | 1 – 3   |
| 16 | 29 november 1977 | SV Venray            | FC VVV       | 1 – 3   |
| 17 | 8 december 1977  | VV Reuver            | FC VVV       | 0 – 2   |

## Eredivisie
| №  | Datum             | Thuis            | Uit              | Uitslag |
| -- | ----------------- | ---------------- | ---------------- | ------- |
| 1  | 14 augustus 1977  | FC VVV           | Go Ahead Eagles  | 1 – 1   |
| 2  | 17 augustus 1977  | Telstar          | FC VVV           | 1 – 3   |
| 3  | 21 augustus 1977  | FC Volendam      | FC VVV           | 2 – 0   |
| 4  | 24 augustus 1977  | FC VVV           | FC Amsterdam     | 3 – 0   |
| 5  | 28 augustus 1977  | FC VVV           | AZ '67           | 2 – 2   |
| 6  | 3 september 1977  | N.E.C.           | FC VVV           | 1 – 0   |
| 7  | 11 september 1977 | FC VVV           | FC Den Haag      | 5 – 1   |
| 8  | 17 september 1977 | Sparta Rotterdam | FC VVV           | 2 – 1   |
| 9  | 25 september 1977 | FC VVV           | PSV              | 0 – 4   |
| 10 | 2 oktober 1977    | FC Twente '65    | FC VVV           | 2 – 0   |
| 11 | 16 oktober 1977   | FC VVV           | Haarlem          | 0 – 0   |
| 12 | 29 oktober 1977   | Ajax             | FC VVV           | 5 – 0   |
| 13 | 6 november 1977   | FC VVV           | FC Utrecht       | 3 – 0   |
| 14 | 13 november 1977  | Vitesse          | FC VVV           | 4 – 1   |
| 15 | 27 november 1977  | FC VVV           | NAC              | 1 – 1   |
| 16 | 4 december 1977   | Feyenoord        | FC VVV           | 6 – 0   |
| 17 | 11 december 1977  | FC VVV           | Roda JC          | 0 – 5   |
| 18 | 17 december 1977  | Go Ahead Eagles  | FC VVV           | 2 – 1   |
| 19 | 8 januari 1978    | FC VVV           | Telstar          | 3 – 2   |
| 20 | 15 januari 1978   | FC VVV           | FC Volendam      | 4 – 2   |
| 21 | 22 januari 1978   | FC Amsterdam     | FC VVV           | 3 – 0   |
| 22 | 29 januari 1978   | AZ '67           | FC VVV           | 4 – 1   |
| 23 | 12 februari 1978  | FC VVV           | N.E.C.           | 1 – 1   |
| 24 | 26 februari 1978  | FC VVV           | Sparta Rotterdam | 1 – 1   |
| 25 | 4 maart 1978      | PSV              | FC VVV           | 1 – 1   |
| 26 | 12 maart 1978     | FC VVV           | FC Twente '65    | 1 – 1   |
| 27 | 19 maart 1978     | Haarlem          | FC VVV           | 2 – 1   |
| 28 | 22 maart 1978     | FC Den Haag      | FC VVV           | 1 – 2   |
| 29 | 27 maart 1978     | FC VVV           | Ajax             | 2 – 2   |
| 30 | 1 april 1978      | FC Utrecht       | FC VVV           | 1 – 1   |
| 31 | 9 april 1978      | FC VVV           | Vitesse          | 0 – 1   |
| 32 | 16 april 1978     | NAC              | FC VVV           | 0 – 2   |
| 33 | 23 april 1978     | FC VVV           | Feyenoord        | 4 – 3   |
| 34 | 30 april 1978     | Roda JC          | FC VVV           | 2 – 1   |

## KNVB Beker
Tweede ronde:
| Zondag 20 november 1977, 14:30                                                      | Wageningen             | 2-0 n.v. (0-0) | FC VVV | Opstelling Wageningen | Opstelling FC VVV |  |
| Stadion: Stadion de Wageningse Berg, Wageningen Toeschouwers: 1.500 Arbiter: Keizer | Menting 101' Bish 104' |                |        | Suvee, Braam, Van der Klift , Van der Leij, Tollenaar, Van Osenbruggen, Van den Berg, Van Vijfeijken 72' ( Van der Wulp), Hazelhekke, Menting, Leushuis 72' ( Bish) | Vieten, Oostrom, Franken, Rettkowski, Van Rosmalen, Jovanović, Advocaat , Henk Janssen, Kurcinac 91' ( Brunenberg), Hilkes, De Jonge 99' ( Bothmer) |  |
| Stadion: Stadion de Wageningse Berg, Wageningen Toeschouwers: 1.500 Arbiter: Keizer |                        |                |        | Suvee, Braam, Van der Klift , Van der Leij, Tollenaar, Van Osenbruggen, Van den Berg, Van Vijfeijken 72' ( Van der Wulp), Hazelhekke, Menting, Leushuis 72' ( Bish) | Vieten, Oostrom, Franken, Rettkowski, Van Rosmalen, Jovanović, Advocaat , Henk Janssen, Kurcinac 91' ( Brunenberg), Hilkes, De Jonge 99' ( Bothmer) |  |
| Stadion: Stadion de Wageningse Berg, Wageningen Toeschouwers: 1.500 Arbiter: Keizer |                        |                |        | Suvee, Braam, Van der Klift , Van der Leij, Tollenaar, Van Osenbruggen, Van den Berg, Van Vijfeijken 72' ( Van der Wulp), Hazelhekke, Menting, Leushuis 72' ( Bish) | Vieten, Oostrom, Franken, Rettkowski, Van Rosmalen, Jovanović, Advocaat , Henk Janssen, Kurcinac 91' ( Brunenberg), Hilkes, De Jonge 99' ( Bothmer) |  |
| Bijz.: FC VVV uitgeschakeld.                                                        |                        |                |        | | |  |

## Intertoto Cup (Groep 10)
| Zaterdag 6 mei 1978, 19:00                                                                        | FC VVV                                                      | 4-3 (1-1) | Ferencváros/Vasas                             | Opstelling FC VVV                                                                                                 | Opstelling Ferencváros/Vasas                                                                               |  |
| Stadion: Stadion De Koel, Venlo Toeschouwers: 2.500 Arbiter: Jonker                               | Hilkes 24' Henk Janssen 50' Jovanović 55' Van der Weide 65' |           | 23' (e.d.) Van Rosmalen 73' Magyar 81' Magyar | Sobczak, Nijssen, Franken, Hermans, Van Rosmalen, Pala, Van der Weide , Hilkes, Kurcinac, Jovanović, Henk Janssen | Tamás, Híres, Giron, Komjáti, Kántor ' ( Vépi), Müller , Ebedli, Mucha, Gass 77' ( Izsó), Szokolai, Magyar |  |
| Stadion: Stadion De Koel, Venlo Toeschouwers: 2.500 Arbiter: Jonker                               |                                                             |           |                                               | Sobczak, Nijssen, Franken, Hermans, Van Rosmalen, Pala, Van der Weide , Hilkes, Kurcinac, Jovanović, Henk Janssen | Tamás, Híres, Giron, Komjáti, Kántor ' ( Vépi), Müller , Ebedli, Mucha, Gass 77' ( Izsó), Szokolai, Magyar |  |
| Stadion: Stadion De Koel, Venlo Toeschouwers: 2.500 Arbiter: Jonker                               |                                                             |           |                                               | Sobczak, Nijssen, Franken, Hermans, Van Rosmalen, Pala, Van der Weide , Hilkes, Kurcinac, Jovanović, Henk Janssen | Tamás, Híres, Giron, Komjáti, Kántor ' ( Vépi), Müller , Ebedli, Mucha, Gass 77' ( Izsó), Szokolai, Magyar |  |
| Bijz.: Coach bij FC VVVː assistent-trainer Reker als vervanger van de afwezige hoofdtrainer Baan. |                                                             |           |                                               | | |  |

| Zaterdag 13 mei 1978, 19:00                                         | FC VVV                            | 2-2 (0-0) | Foggia                   | Opstelling FC VVV                                                                                          | Opstelling Foggia |  |
| Stadion: Stadion De Koel, Venlo Toeschouwers: 3.300 Arbiter: Thomas | Van Rosmalen 46' Van Rosmalen 47' |           | 78' Genzano 80' Salvioni | Sobczak, Nijssen, Franken, Wolter, Bours, Bothmer, Van Rosmalen, Hilkes, Kurcinac, Jovanović, Henk Janssen | Memo, Colla, Pirazzini , Gentile, Sali, Ripa 59' ( Salvioni), Bergamaschi, Scala, Delneri 75' ( Genzano), Bordon, Nicoli |  |
| Stadion: Stadion De Koel, Venlo Toeschouwers: 3.300 Arbiter: Thomas |                                   |           |                          | Sobczak, Nijssen, Franken, Wolter, Bours, Bothmer, Van Rosmalen, Hilkes, Kurcinac, Jovanović, Henk Janssen | Memo, Colla, Pirazzini , Gentile, Sali, Ripa 59' ( Salvioni), Bergamaschi, Scala, Delneri 75' ( Genzano), Bordon, Nicoli |  |
| Stadion: Stadion De Koel, Venlo Toeschouwers: 3.300 Arbiter: Thomas |                                   |           |                          | Sobczak, Nijssen, Franken, Wolter, Bours, Bothmer, Van Rosmalen, Hilkes, Kurcinac, Jovanović, Henk Janssen | Memo, Colla, Pirazzini , Gentile, Sali, Ripa 59' ( Salvioni), Bergamaschi, Scala, Delneri 75' ( Genzano), Bordon, Nicoli |  |
|                                                                     |                                   |           |                          | | |  |

| Dinsdag 16 mei 1978, 20:30                                            | Olympique Lyon | 1-0 (0-0) | FC VVV | Opstelling Olympique Lyon                                                                             | Opstelling FC VVV |  |
| Stadion: Stade de Gerland, Lyon Toeschouwers: 400 Arbiter: Michele () | Chiesa 53'     |           |        | Onbekend, Aleksić, Jodar , Onbekend, Onbekend, Broissart, Chiesa, Spiegel, Bernad, Onbekend, Onbekend | Sobczak, Nijssen, Franken, Wolter, Bours ' ( Gubbels), Bothmer, Van Rosmalen, Hilkes, Kurcinac ' ( De Jonge), Jovanović, Henk Janssen RESERVEBANK: Vieten, Hermans, Oostrom, Hol |  |
| Stadion: Stade de Gerland, Lyon Toeschouwers: 400 Arbiter: Michele () |                |           |        | Onbekend, Aleksić, Jodar , Onbekend, Onbekend, Broissart, Chiesa, Spiegel, Bernad, Onbekend, Onbekend | Sobczak, Nijssen, Franken, Wolter, Bours ' ( Gubbels), Bothmer, Van Rosmalen, Hilkes, Kurcinac ' ( De Jonge), Jovanović, Henk Janssen RESERVEBANK: Vieten, Hermans, Oostrom, Hol |  |
| Stadion: Stade de Gerland, Lyon Toeschouwers: 400 Arbiter: Michele () |                |           |        | Onbekend, Aleksić, Jodar , Onbekend, Onbekend, Broissart, Chiesa, Spiegel, Bernad, Onbekend, Onbekend | Sobczak, Nijssen, Franken, Wolter, Bours ' ( Gubbels), Bothmer, Van Rosmalen, Hilkes, Kurcinac ' ( De Jonge), Jovanović, Henk Janssen RESERVEBANK: Vieten, Hermans, Oostrom, Hol |  |
|                                                                       |                |           |        | | |  |

| Zaterdag 20 mei 1978, 16:30                                                     | Foggia                            | 3-0 (1-0) | FC VVV | Opstelling Foggia                                                                                        | Opstelling FC VVV |  |
| Stadion: Stadio Pino Zaccheria, Foggia Toeschouwers: 7.000 Arbiter: Affatato () | Bordon 25' Bordon 81' Genzano 89' |           |        | Memo, Colla, Sasso, Gentile, Sali, Salvioni 46' ( Fabbian), Bergamaschi, Scala, Delneri, Bordon, Genzano | Vieten, Hermans, Franken, Wolter, Bours 55' ( Hol), Bothmer, Hilkes, Van Rosmalen, Henk Janssen, Jovanović, De Jonge 80' ( Gubbels) RESERVEBANK: Sobczak, Oostrom |  |
| Stadion: Stadio Pino Zaccheria, Foggia Toeschouwers: 7.000 Arbiter: Affatato () |                                   |           |        | Memo, Colla, Sasso, Gentile, Sali, Salvioni 46' ( Fabbian), Bergamaschi, Scala, Delneri, Bordon, Genzano | Vieten, Hermans, Franken, Wolter, Bours 55' ( Hol), Bothmer, Hilkes, Van Rosmalen, Henk Janssen, Jovanović, De Jonge 80' ( Gubbels) RESERVEBANK: Sobczak, Oostrom |  |
| Stadion: Stadio Pino Zaccheria, Foggia Toeschouwers: 7.000 Arbiter: Affatato () |                                   |           |        | Memo, Colla, Sasso, Gentile, Sali, Salvioni 46' ( Fabbian), Bergamaschi, Scala, Delneri, Bordon, Genzano | Vieten, Hermans, Franken, Wolter, Bours 55' ( Hol), Bothmer, Hilkes, Van Rosmalen, Henk Janssen, Jovanović, De Jonge 80' ( Gubbels) RESERVEBANK: Sobczak, Oostrom |  |
|                                                                                 |                                   |           |        | | |  |

| Dinsdag 23 mei 1978, 19:00                                          | FC VVV       | 1-0 (1-0) | Olympique Lyon | Opstelling FC VVV | Opstelling Olympique Lyon |  |
| Stadion: Stadion De Koel, Venlo Toeschouwers: 2.534 Arbiter: Geurds | De Jonge 27' |           |                | Vieten, Nijssen, Franken, Wolter, Van Rosmalen, Bothmer 71' ( Jovanović), Van der Weide , Pala, Henk Janssen, Hilkes, De Jonge 64' ( Gubbels) | De Rocco, Paillot, Jodar , Genet, Garrigues, Broissart, Tigana, Mazurczak 71' ( Gabrièle), Bernad 46' ( Martinez), Attar, Ravier |  |
| Stadion: Stadion De Koel, Venlo Toeschouwers: 2.534 Arbiter: Geurds |              |           |                | Vieten, Nijssen, Franken, Wolter, Van Rosmalen, Bothmer 71' ( Jovanović), Van der Weide , Pala, Henk Janssen, Hilkes, De Jonge 64' ( Gubbels) | De Rocco, Paillot, Jodar , Genet, Garrigues, Broissart, Tigana, Mazurczak 71' ( Gabrièle), Bernad 46' ( Martinez), Attar, Ravier |  |
| Stadion: Stadion De Koel, Venlo Toeschouwers: 2.534 Arbiter: Geurds |              |           |                | Vieten, Nijssen, Franken, Wolter, Van Rosmalen, Bothmer 71' ( Jovanović), Van der Weide , Pala, Henk Janssen, Hilkes, De Jonge 64' ( Gubbels) | De Rocco, Paillot, Jodar , Genet, Garrigues, Broissart, Tigana, Mazurczak 71' ( Gabrièle), Bernad 46' ( Martinez), Attar, Ravier |  |
|                                                                     |              |           |                | | |  |

| Zondag 28 mei 1978, 19:00                                                                                                   | Ferencváros/Vasas   | 2-1 (0-1) | FC VVV     | Opstelling Ferencváros/Vasas                                                                                       | Opstelling FC VVV |  |
| Stadion: Üllői úti Stadion, Boedapest Toeschouwers: 2.500 Arbiter: Kuti ()                                                  | Gass 74' Magyar 76' |           | 41' Hilkes | Zsiborás, Vépi, Híres, Komjáti, Kántor, Gass, Müller , Mucha 29' ( Orosházi), Szokolai, Izsó 74' ( Kovács), Magyar | Sobczak, Nijssen, Franken, Hermans, Van Rosmalen, Pala, Hilkes, Van der Weide , Henk Janssen, Jovanović, De Jonge 78' ( Bothmer) |  |
| Stadion: Üllői úti Stadion, Boedapest Toeschouwers: 2.500 Arbiter: Kuti ()                                                  |                     |           |            | Zsiborás, Vépi, Híres, Komjáti, Kántor, Gass, Müller , Mucha 29' ( Orosházi), Szokolai, Izsó 74' ( Kovács), Magyar | Sobczak, Nijssen, Franken, Hermans, Van Rosmalen, Pala, Hilkes, Van der Weide , Henk Janssen, Jovanović, De Jonge 78' ( Bothmer) |  |
| Stadion: Üllői úti Stadion, Boedapest Toeschouwers: 2.500 Arbiter: Kuti ()                                                  |                     |           |            | Zsiborás, Vépi, Híres, Komjáti, Kántor, Gass, Müller , Mucha 29' ( Orosházi), Szokolai, Izsó 74' ( Kovács), Magyar | Sobczak, Nijssen, Franken, Hermans, Van Rosmalen, Pala, Hilkes, Van der Weide , Henk Janssen, Jovanović, De Jonge 78' ( Bothmer) |  |
| Bijz.: FC VVV eindigt op de 3e plaats in groep 10. Groepswinnaar Ferencváros/Vasas krijgt geldprijsː 5.000 Zwitserse frank. |                     |           |            | | |  |

## Statistieken
| №           | Naam                  | Geboren    | Competitie | Competitie | Intertoto | Intertoto | Beker | Beker |
| №           | Naam                  | Geboren    | Duels      | Goals      | Duels     | Goals     | Duels | Goals |
| Doel        | Doel                  | Doel       | Doel       | Doel       | Doel      | Doel      | Doel  | Doel  |
| ----------- | --------------------- | ---------- | ---------- | ---------- | --------- | --------- | ----- | ----- |
| 1           | Eddy Sobczak          | 19-05-1947 | 18         | 0          | 4         | 0         | 0     | 0     |
| 36          | Tom Tullemans         | 13-05-1958 | 0          | 0          | 0         | 0         | 0     | 0     |
| 37          | Jochen Vieten         | 28-08-1952 | 17         | 0          | 2         | 0         | 1     | 0     |
|             | Antoon Honings        | 05-11-1944 | 0          | 0          | 0         | 0         | 0     | 0     |
| Verdediging |                       |            |            |            |           |           |       |       |
| 2           | André Oostrom         | 17-10-1953 | 34         | 0          | 0         | 0         | 1     | 0     |
| 3           | Rob Monnee            | 04-01-1955 | 1          | 0          | 0         | 0         | 0     | 0     |
| 4           | Jacques Hermans       | 16-07-1945 | 19         | 0          | 3         | 0         | 0     | 0     |
| 5           | Peter Franken         | 27-12-1949 | 15         | 0          | 6         | 0         | 1     | 0     |
| 8           | Ger van Rosmalen      | 12-03-1955 | 31         | 0          | 6         | 2         | 1     | 0     |
| 10          | Kurt Rettkowski       | 23-01-1949 | 20         | 0          | 0         | 0         | 1     | 0     |
| 13          | Harry Wolter          | 16-12-1955 | 2          | 1          | 4         | 0         | 0     | 0     |
| 20          | Harrie Schreurs       | 31-12-1954 | 16         | 2          | 0         | 0         | 0     | 0     |
| 21          | Jo Levels             | 15-08-1960 | 0          | 0          | 0         | 0         | 0     | 0     |
| 25          | Frans Nijssen         | 18-01-1959 | 15         | 1          | 5         | 0         | 0     | 0     |
| 30          | Mat Bours             | 02-03-1959 | 0          | 0          | 3         | 0         | 0     | 0     |
| 31          | Twan Hol              | 05-12-1958 | 0          | 0          | 1         | 0         | 0     | 0     |
|             | Jos Klingen           | 24-05-1947 | 0          | 0          | 0         | 0         | 0     | 0     |
| Middenveld  |                       |            |            |            |           |           |       |       |
| 6           | Dick Advocaat         | 27-09-1947 | 33         | 4          | 0         | 0         | 1     | 0     |
| 7           | Albert van der Weide  | 01-03-1949 | 32         | 4          | 3         | 1         | 0     | 0     |
| 15          | Willy Bothmer         | 22-11-1958 | 3          | 1          | 5         | 0         | 1     | 0     |
| 22          | Piet Pala             | 04-10-1950 | 31         | 7          | 3         | 0         | 0     | 0     |
| 24          | Hans Coort            | 15-09-1956 | 0          | 0          | 0         | 0         | 0     | 0     |
| 32          | Paul Huis in 't Veld  | 18-11-1958 | 0          | 0          | 0         | 0         | 0     | 0     |
| Aanval      |                       |            |            |            |           |           |       |       |
| 9           | Mikan Jovanovic       | 31-08-1950 | 27         | 4          | 6         | 1         | 1     | 0     |
| 11          | Stefan Kurcinac       | 04-04-1948 | 31         | 6          | 3         | 0         | 1     | 0     |
| 12          | Gerrie de Jonge       | 13-06-1948 | 22         | 3          | 4         | 1         | 1     | 0     |
| 14          | Lorenz Hilkes         | 31-08-1950 | 30         | 12         | 6         | 2         | 1     | 0     |
| 16          | Cees van den Boogaart | 15-09-1958 | 0          | 0          | 0         | 0         | 0     | 0     |
| 17          | Henri Brunenberg      | 12-04-1959 | 1          | 0          | 0         | 0         | 1     | 0     |
| 26          | Ton Gubbels           | 14-01-1959 | 1          | 0          | 3         | 0         | 0     | 0     |
| 27          | Henk Janssen          | 23-05-1957 | 19         | 1          | 6         | 1         | 1     | 0     |
| 28          | Huib Janssen          | 04-11-1958 | 3          | 0          | 0         | 0         | 0     | 0     |
| 29          | Klaus Berkigt         | 27-08-1956 | 0          | 0          | 0         | 0         | 0     | 0     |

Ajax ·
FC Amsterdam ·
AZ '67 ·
Feyenoord ·
Go Ahead Eagles ·
FC Den Haag ·
Haarlem ·
NAC ·
N.E.C. ·
PSV ·
Roda JC ·
Sparta ·
Telstar ·
FC Twente '65 ·
FC Utrecht ·
Vitesse ·
FC Volendam ·
FC VVV